# Postcommunio
La postcommunio, nella liturgia cattolica, è l'orazione che segue la comunione nella Messa tridentina. Corrisponde all'orazione dopo la comunione nel rito romano riformato dopo il Concilio Vaticano II. 

## Messa tridentina
Ogni postcommunio (e secreta) corrisponde a una colletta. Queste sono le tre preghiere fondamentali di una data Messa propria. La postcomunione viene recitata o cantata dal celebrante nel tono dell'orazione esattamente come la colletta. Nella stessa Messa possono esserci fino a tre postcommunio: la Prima è quella della Messa celebrata; si possono aggiungere le postcommunio delle commemorazioni eventualmente occorrenti e infine le postcommunio per le Messe votive. In ogni caso le postcommunio seguono lo stesso ordine delle collette e hanno la stessa conclusione delle collette.
Dopo la Comunione, quando il celebrante ha sistemato il calice, va dal lato dell'epistola e legge l'antifona alla Comunione. Poi si porta al centro dell'altare e dice o canta "Dominus Vobiscum" ("Il Signore sia con voi"; nell'alto Medioevo non si volgeva verso il popolo), torna al lato dell'Epistola e dice o canta una o più postcommunio, esattamente come le collette.
Nelle Messe feriali di Quaresima l'Oratio super populum segue l'ultima postcommunio. Il celebrante canta l'oremus; il diacono, volgendosi verso il popolo, canta: Humiliate capita vestra Deo. Nel frattempo, tutti, compreso il celebrante, chinano il capo. Il diacono si rivolge all'altare e il celebrante canta la preghiera stabilita nella Messa. Nella Messa bassa, il celebrante stesso dice lo stesso testo e non si rivolge al popolo. L'esclamazione del diacono apparentemente fu introdotta quando questa preghiera divenne una tipicità delle ferie di Quaresima (è menzionata da Durando).

## Storia
La preghiera dopo la comunione è menzionata nella Didaché del I secolo.
L'atto della comunione conclude essenzialmente la Celebrazione eucaristica e le prime messe, come descritte da Giustino Martire, non avevano nulla dopo. Le orazioni furono aggiunte in seguito. La più antica liturgia completa nota, quella delle "Costituzioni apostoliche", contiene due di queste preghiere: un ringraziamento e una benedizione.
Una somiglianza significativa tra il rito romano e quello delle Costituzioni apostoliche è che anche a Roma, in precedenza, c'erano in ogni messa due orazioni della stessa natura. Nel Sacramentario leoniano non hanno titolo; ma il loro carattere è ovvio. Il Sacramentario gelasiano chiama la prima postcommunio (più precisamente post communionem populi, la seconda ad populum.
In entrambi i sacramentari queste due orazioni fanno parte della messa detta durante l'anno, anche se non ogni messa le ha entrambe; le orazioni ad populum nell'ultimo libro sono relativamente rare. Esse cominciano anche a cambiare il loro carattere. I termini un tempo costanti tuere, protege, ecc. si fanno più rari; molte sono ordinarie collette senza un'idea pronunciata di orazioni per la benedizione e la protezione.
Nel Sacramentario gregoriano la seconda orazione, ora chiamata Super populum, ricorre quasi solo dalla Settuagesima alla Pasqua; la prima, Ad complendum, continua durante tutto l'anno, ma entrambe hanno perso molto del loro carattere originale. La preghiera Ad complendum (che è diventata la postcommunio) è diventata una colletta, formata sul modello della colletta all'inizio della messa, anche se generalmente mantiene qualche riferimento o allusione alla comunione appena ricevuta. Questo è ancora lo stato di queste orazioni dopo la comunione.
La seconda, Oratio super populum, viene detta solo nelle messe feriali in Quaresima. Questa restrizione apparentemente deriva dall'accorciamento della Messa (che spiega molte omissioni e abbreviazioni) e dalla tendenza della Quaresima a mantenere forme più lunghe, come più di due lezioni. I commentatori medievali spiegano questo misticamente; Onorio pensa che l'orazione sia un sostituto del pane benedetto orientale (antidoron).
L'Oratio super populum è ora sempre l'orazione dei vespri nello stesso giorno. È stato suggerito che il suo uso nella Messa in Quaresima potrebbe essere un residuo di un'usanza, ora mantenuta solo il Sabato Santo, di cantare i vespri alla fine della Messa. La prima orazione, chiamata Ad complendum nel Sacramentario gregoriano, divenne la moderna postcommunio, ora con il suo nome attuale. Il suo nome fu incerto durante il Medioevo. Durando la chiama semplicemente Oratio novissima ("Ultima orazione"), usando il nome postcommunio per l'antifona alla Comunione.
Il primo Ordo romanus chiama l'orazione Oratio ad complendum (xxi); Ruperto di Deutz la chiama Ad complendum. Ma altri le danno il nome attuale,e così fanno molti messali medievali (ad esempio il rito di Sarum). La postcommunio ha perso molto del suo carattere originale di orazione di ringraziamento e ha assorbito l'idea della vecchia Oratio ad populum. Ora è sempre una petizione, sebbene la nota di ringraziamento sia spesso inclusa (ad esempio nel postcommunio della Messa Statuit ei Dominus per un pontefice confessore). È stata influenzata dalla colletta su cui è modellata, sebbene vi sia generalmente un'allusione alla Comunione.
Chiede a Dio i frutti della Comunione ricevuta: il nutrimento spirituale,, una maggiore efficienza nel bene,, l'unità del Corpo mistico, la purificazione delle colpe, la protezione di Dio per l'anima e per il corpo, ma soprattutto la vita eterna. Per il fatto che le formule del postcommunio spesso rimandano ai temi del giorno liturgico occorrente o del periodo liturgico, il Righetti ritiene di poter datare i testi fra il V e il VI secolo.